# Aloys Wenzl
Aloys Wenzl (* 25. Januar 1887 in München; † 20. Juli 1967 in München) war ordentlicher Professor der Philosophie, Dekan und Rektor der Ludwig-Maximilians-Universität München und Mitglied der Bayerischen Akademie der Wissenschaften. Er befasste sich vor allem mit Problemen der Naturphilosophie und wird dem kritischen Realismus Oswald Külpes zugerechnet.

## Leben
Wenzl studierte an der Münchner Universität Mathematik und Physik, wo er 1912 mit einer Dissertation über „Die infinitesimale Deformation der abwickelbaren und Regelflächen“ promoviert wurde. Nach kurzem Einsatz im Ersten Weltkrieg hörte er zusätzlich Philosophie und Psychologie in München. Ab 1920 unterrichtete er als Lehrer am Münchner Luitpoldgymnasium. 1925 erhielt er eine Stelle als Assistent am Psychologischen Institut und habilitierte sich 1926 bei Erich Becher in Philosophie. Im Anschluss lehrte er als Privatdozent Philosophie und Psychologie am Philosophischen Institut I der Ludwig-Maximilians-Universität München.
Aus politisch-ideologischen Gründen wurde Wenzl 1938 durch die NS-Diktatur von der Lehre ausgeschlossen. Ein zusätzliches Verfahren im Jahr 1940, durch das er auch Unterrichtsverbot an der Schule erhalten sollte, wurde eingestellt. Im März 1946 erhielt Wenzl die Lehrbefugnis zurück und wurde als Nachfolger von Erich Becher zum ordentlichen Professor für Philosophie an die Universität München berufen, wo er 1947 und 1948 als Rektor fungierte. Er wurde im Februar 1955 emeritiert und vertrat seinen Lehrstuhl bis 1957.
Er war von 1935 bis zu seinem Tode Mitglied der Zwanglosen Gesellschaft München, von 1960 bis 1966 war er Geschäftsführer der Gesellschaft.
Er war Ehrenmitglied der katholischen Studentenverbindungen KDStV Aenania München im CV (seit 1951) und KSStV Alemannia München im KV.
Fünf Jahre nach seinem Tode 1967 wurde zu Ehren Aloys Wenzls ein Gedenkband mit dem Titel Achtzehn Philosophen sehen unsere Welt herausgegeben mit Beiträgen u. a. von Helmut Kuhn, Leo Gabriel, Pascual Jordan, Anton Neuhäusler, Reinhard Lauth, Alois Dempf, Fritz Rieger, Hans Reiner, Philipp Lersch und Friedrich Mordstein.

## Weltanschauliche Schwierigkeiten
Wenzl, der 1919 bis 1933 der SPD angehörte und bis 1931 zweiter Vorsitzender der Münchener Friedensvereinigung war, trat im Juni 1933 dem Bund der Freunde des Bayerischen Stahlhelms bei und wurde 1936 Mitglied im Nationalsozialistischen Lehrerbund. Trotz seiner früheren SPD-Mitgliedschaft wurde er im Jahr 1933 a.o. Professor und 1934 planmäßiger Studienprofessor im Schuldienst. Aufgrund von Beschuldigungen eines ehemaligen Schülers am Gymnasium geriet Wenzl in die Kritik. Auf Anfrage des Rektors vertrat der stellvertretende Dekan der Philosophischen Fakultät, Robert Spindler die Ansicht, dass er „in unerbitterlicher Gegnerschaft zum heutigen Staat steht, den er still und unauffällig, aber zähe bekämpft“. Zu den Vorwürfen nahm Wenzl wie folgt Stellung:
„Daß ich in wissenschaftlicher Hinsicht meine Aufgabe in der Propaganda für jüdische ‚Philosophie‘, Relativitätstheorie und Pazifismus gesehen hätte, finde ich ungeheuerlich. Der Vorwurf kann nur auf Unkenntnis meiner Arbeiten beruhen. Meine Lehrtätigkeit und meine Veröffentlichungen, die ja vorliegen und auf die ich ausdrücklich verweise, bezogen sich vor und nach dem Umbruch
1. auf psychologische Fragen (Veröffentlichungen über Farberscheinungen bei intermittierendem Licht, Weber-Fechnersches Gesetz, Anfangs- und Endbetonung des Gedächtnisses, erschwerte Wortfindung, Bewußtseinsumfang für sinnvolle Darbietungen, Begabung und Sonderbegabung, Schriftentwicklung und -vergleichung, Herausgabe von ‚Aloys Höflers Psychologie‘)
2. auf philosophischem Gebiet, wo ich mich die Arbeiten meines Lehrers Erich Becher weiterzuführen bemühte,
  - auf die Darlegung und Begründung des kritischen 'Realismus,
  - auf das Mechanismus-Vitalismus-Problem, wobei ich letzteres vertrete,
  - auf das Leib-Seele-Problem, wobei ich den Standpunkt einer verfeinerten Wechselwirkungslehre vertrete,
  - auf die Erläuterungen der philosophischen Voraussetzungen und Deutungen der sogenannten modernen Physik, also der Relativitätstheorie und der Quantentheorie,
  - auf rein metaphysische Fragen, vor allem das Gottesproblem, das Problem der Willensfreiheit, die ich bejahe, und das sogenannte Theodizeeproblem.“[6]

Claudie Schorcht verweist darauf, dass diese Ausführungen insofern riskant waren, weil eine Überprüfung der Arbeiten von Wenzl gezeigt hätte, dass dieser an keiner Stelle Aspekte der nationalsozialistischen Ideologie in seine Schriften aufgenommen hatte. Zu den Vorwürfen seitens des NSD-Dozentenbundes zählte auch, dass er Vorsitzender der Münchner Ortsgruppe der Kant-Gesellschaft sei,
„die als Sammelbecken älterer Gegnerströmungen zu bezeichnen ist und offenbar das Ziel verfolgt, unter dem Deckmantel der Wissenschaftlichkeit den Lehrkörper und die Studentenschaft der Universität neuerdings mit liberalistischem Gedankengut zu durchsetzen.“

## Lehre
Bekannt wurde Wenzl vor allem durch seine durch Moritz Schlick, Ernst von Aster, Max von Laue, und Albert Einstein 1924 preisgekrönte Schrift: Das Verhältnis der Einsteinschen Relativitätslehre zur Philosophie der Gegenwart: mit besonderer Rücksicht auf die Philosophie des Als-ob, sein 1936 veröffentlichtes Standardwerk Wissenschaft und Weltanschauung und sein Hauptwerk von 1947 Philosophe der Freiheit.
Wenzl arbeitete vor allem zu Fragen der Naturphilosophie, darunter der Parapsychologie. Bezüglich der Relativitätstheorie versuchte er im Sinne des Vitalismus Hans Drieschs, an einer Beschränkung der Geltung der Relativitätstheorie auf Physisches festzuhalten, diese aber für Psychisches zu verneinen; die reale Welt sei absolut, die erscheinende Welt unterliege dem Relativitätsprinzip. Auch andere diesbezügliche Reflexionen Wenzls „hatten mit der RT wenig mehr gemein – der Stil näherte sich insg. bedenklich den Phantasien eines August Vetter über die dämonische Zeit“.
Wenzl vertrat unter Bezugnahme auf die Ontologie von Aristoteles die Ansicht, Lichtquanten und Elektronen existierten immer abhängig von einem Beobachter: „Der mit der Beobachtung selbst verbundene Eingriff entscheidet über die Aktualisierung einer von mehreren Möglichkeiten.“

## Werke (Auswahl)
- Philosophische Grenzfragen der Naturwissenschaften. 1956.
- Unsterblichkeit. A. Francke, Bern 1951.
- Metaphysik der Physik von heute. 1935.
- Das Leib-Seele-Problem. 1933.
- Das Verhältnis der Einsteinschen Relativitätslehre zur Philosophie der Gegenwart: mit besonderer Rücksicht auf die Philosophie des Als-ob. 1924.